# Станев, Евгений Александрович
Евгений Александрович Станев (род. 25 сентября 1979, Сосновый Бор, Ленинградская область) — российский дзюдоист, чемпион и призёр чемпионатов России, призёр чемпионатов Европы, мастер спорта России международного класса. Студент Санкт-Петербургской государственной академии физической культуры имени П. Ф. Лесгафта. Участник летних Олимпийских игр 2000 года в Сиднее и 2004 года в Афинах.

## Спортивные результаты
- Чемпионат России по дзюдо 1998 года — ;
- Чемпионат России по дзюдо 2001 года — ;
- Чемпионат России по дзюдо 2003 года — ;
- Чемпионат России по дзюдо 2004 года — ;
- Чемпионат России по дзюдо 2005 года — ;
- Чемпионат России по дзюдо 2006 года — ;
- Чемпионат России по дзюдо 2007 года — ;

## Личные достижения
- Заслуженный работник физической культуры Российской Федерации (6 сентября 2024 года) — за большой вклад в развитие и популяризацию дзюдо в Российской Федерации, активную общественную деятельность[1].